# 安氏
安氏（やすし）は、中臣鎌足十世の藤原維幾（常陸国国司）の子工藤為憲の一族で、常陸国（茨城県ひたちなか市）、水戸市、東京都に約4,000名居る。
茨城県河北三郡・家系本末鈔（佐川礼勝著）に、“常陸国那珂郡大字中根　安鎌人之佐藤原正忠後小松天皇ノ御字 大職冠藤原鎌足十世ノ孫藤原維幾ノ裔正義アリ　鎌倉氏満ニ仕ヘ武州橘樹郡飯野郷朝日平沢二村ヲ食ム　応永二十三年丙申上杉氏憲大軍ヲ引テ来リ攻ム　之レト戦ッテ勝タズ逃レテ上野国太田庄木崎ニ住ス　其ノ九世ノ後ハ即正忠ナリ　正忠出テ武田民部少輔信是ニ仕ヘ　下野国足利郡安野安応安鷲三邑ニ於イテ永五十貫ヲ給セラル　因ッテコノ偏字ヲ取リ氏ヲ安ト改ム　天正十九年辛卯故アリ食邑ヲ収メラル　因ッテ文禄元年王辰二月五日常陸ニ来リ本邑字石川谷津ニ住ス”と記されている。　
家紋：左三つ巴・下り藤・丸に木瓜（工藤氏の定紋）